# Calophyllum peekelii
Calophyllum peekelii là một loài thực vật có hoa thuộc họ Clusiaceae.
Loài này có ở Indonesia, Papua New Guinea, và quần đảo Solomon.